# La Baie sanglante
Pour plus de détails, voir Fiche technique et Distribution.
La Baie sanglante (Ecologia del delitto) est un film italien réalisé par Mario Bava, sorti en 1971.
Le film suit la comtesse Federica qui est la vieille propriétaire d'un domaine convoité situé sur une baie. Un jour, elle est brutalement étranglée par son mari, Fillipo Donati. Fillipo est ensuite lui-même assassiné par un mystérieux tiers. Qui est ce tueur ? Est-ce l'agent immobilier Frank Ventura, le bourru Simon qui vit au bord de la baie ? Ou peut-être est-ce Albert, le mari de Renata, l'ambitieuse fille de Donati ? Et lequel d'entre eux a tué la comtesse ? Il s'ensuit une réaction en chaîne de meurtres commis par des personnes cupides pour revendiquer l'héritage de la baie.
Débutant comme un giallo, le film évolue vers une forme hybride qui pose les bases du genre slasher. Il s'agit de l'un des films les plus cyniques et misanthropes de son réalisateur, mettant en scène treize personnages qui s’entretuent pour la possession d’une baie.

## Synopsis
La comtesse Federica Donati, paralytique de son état, habite dans une baie immaculée dont elle est la propriétaire. Un soir, la comtesse est assassinée par son ex-mari, le comte Filippo Donati. Peu de temps après, le comte est lui-même poignardé et son corps dissimulé dans la baie. Une lettre d'adieu est retrouvée près du cadavre et la police conclut au suicide.
L'architecte Franco Ventura, assisté de sa maîtresse Laura, veut transformer le manoir des Donati en un lieu touristique. Après le refus de la comtesse de leur vendre sa maison et ses biens, le couple échafaude un plan avec Filippo pour assassiner sa femme. Pour compléter leur plan, Ventura a besoin de la signature de Filippo sur un ensemble de documents juridiques. Ils ne se doutent pas, cependant, que Filippo lui-même a été tué. Pendant ce temps, le pêcheur Simone discute avec Paolo Fossati, un entomologiste amateur, et lui reproche de capturer d'innocents insectes. Anna, la femme de Paolo, lit les cartes de tarot et voit des présages de mort.
Deux couples de jeunes hippies arrivent à la baie à la recherche d'un endroit pour s'isoler. L'une des filles plonge nue dans la baie et s'emmêle avec une corde, faisant remonter à la surface le cadavre du comte Filippo Donati. La fille sort de l'eau et commence à s'enfuir, mais elle est poursuivie et égorgée avec une serpe par un mystérieux meurtrier, qui tue ensuite les trois autres.
Le soir, Renata Donati, fille du comte défunt, et son mari Alberto rencontrent la famille Fossati, ayant laissé leurs enfants dans une caravane. Renata est à la recherche de son père disparu, mais elle s'intéresse avant tout à l'héritage de la baie. En effet, avec la mort de la comtesse et la disparition de son père, la baie devrait lui appartenir. Cependant, Anna l'informe que l'héritier pourrait être Simone, le fils naturel de la comtesse. Les Fossati indiquent à Renata et Alberto le chemin à suivre pour rejoindre la cabane de Simone et la villa de l'architecte Ventura, au cas où ils auraient des informations sur le comte disparu.
Sur le quai, Renata découvre le corps de son père dans le bateau de Simone, qui se justifie en disant qu'il vient de le repêcher. Peu après, alors qu'Alberto va chercher la voiture, Renata, qui s'est rendue à la villa de Ventura pour chercher de l'aide, découvre les corps des quatre jeunes hippies. L'architecte s'approche de la femme armé d'une hache, mais Renata le frappe dans l'artère fémorale avec une paire de ciseaux et s'enfuit en pensant qu'il est mort. La famille Fossati, intriguée par le remue-ménage, découvre le corps de l'architecte et apprend que le cadavre du comte a été retrouvé.
Renata et Alberto décident alors d'éliminer les témoins gênants avant que la police ne soit informée. L'intervention des forces de l'ordre pourrait en effet compromettre son espoir d'hériter de la baie, qui serait alors transmise à Simone. Alberto étrangle Paolo avec le câble téléphonique et Renata décapite Anna avec une hachette. À ce stade, le seul obstacle entre le couple et l'héritage est Simone, qu'ils s'empressent de rejoindre pour l'éliminer. Pendant ce temps, Laura arrive et trouve Ventura toujours vivant. Il lui dit d'aller chercher de l'aide auprès de Simone.
Laura parvient à rencontrer Simone. Ayant assisté à une rencontre clandestine entre le comte Filippo et Laura, Simone accuse cette dernière d'avoir séduit le comte et de l'avoir convaincu d'éliminer la comtesse, sa mère. Laura avoue qu'elle a agi sous l'influence de Ventura. Selon le plan de l'architecte, le comte allait ensuite être éliminé par Simone lui-même, sans que ce dernier ne s'aperçoive que le meurtre de sa mère fait également partie du plan. Quand Simone se rend compte que Ventura l'a manipulé, il étrangle Laura.
À peine a-t-il exercé sa vengeance que Simone lui-même est assassiné par Alberto. Ventura, blessé, réapparaît, mais Alberto le tue après une brève lutte. Renata et Alberto parviennent enfin à brûler tous les documents attribuant l'héritage de la baie à Simone et deviennent les héritiers de tous les biens de la comtesse.
Le lendemain matin, Alberto et Renata se félicitent mutuellement de la réussite de leur plan, mais ils sont abattus depuis la caravane par leur fils, qui a pris leur fusil de chasse pour un jouet. Pensant que leurs parents font le mort, le fils et la fille se précipitent dehors pour jouer le long de la baie.

## Fiche technique
- Titre français : La Baie sanglante[1]
- Titre original italien : Ecologia del delitto[2] ou Reazione a catena[3]
- Titres de travail : Cosi imparano a fare i cattivi ou Antefatto
- Réalisation : Mario Bava, assisté de Lamberto Bava et Roberto Rossellini (non crédité)
- Scénario : Mario Bava, Dardano Sacchetti, Filippo Ottoni, Franco Barbieri (it) et Giuseppe Zaccariello
- Photographie : Antonio Rinaldi, Mario Bava
- Montage : Carlo Reali
- Musique : Stelvio Cipriani
- Décors : Sergio Canevari
- Effets spéciaux : Carlo Rambaldi
- Costumes : Enrico Sabbatini (it)
- Maquillage : Francesco Freda
- Production : Giuseppe Zaccariello, Fernando Franchi
- Société de procution : Nuova Linea Cinematografica
- Pays de production :  Italie
- Langue originale : italien
- Format : Couleurs par Eastmancolor • 1,85:1 • Son mono • 35 mm
- Genre : Giallo • slasher
- Durée : 87 minutes[4]
- Date de sortie :
  - Italie : 8 septembre 1971
  - France : 3 mai 1973 (Festival international du film fantastique d'Avoriaz 1973)[1]
- Classification :
  - Italie : Interdit aux moins de 18 ans[4]
  - France : Interdit aux moins de 18 ans à sa sortie ; aux moins de 16 ans de nos jours

## Distribution
- Claudine Auger  (VF : Elle-même) : Renata Donati
- Luigi Pistilli  (VF : Jacques Berthier) : Alberto
- Anna Maria Rosati : Laura
- Claudio Volonté  (VF : René Beriard) : Simone
- Chris Avram : Franco Ventura
- Leopoldo Trieste  (VF : Jean Violette) : Paolo Fossati
- Laura Betti : Anna Fossati
- Brigitte Skay : Sylvie, la plongeuse
- Isa Miranda : Federica Donati
- Paola Montenero (sous le nom de « Paola Rubens ») : Denise, la fille empalée
- Guido Boccaccini : Luca
- Roberto Bonanni (it) : Roberto
- Giovanni Nuvoletti (it) : Comte Filippo Donati
- Renato Cestiè : Le fils d'Alberto et Renata
- Nicoletta Elmi : La fille d'Alberto et Renata

## Production

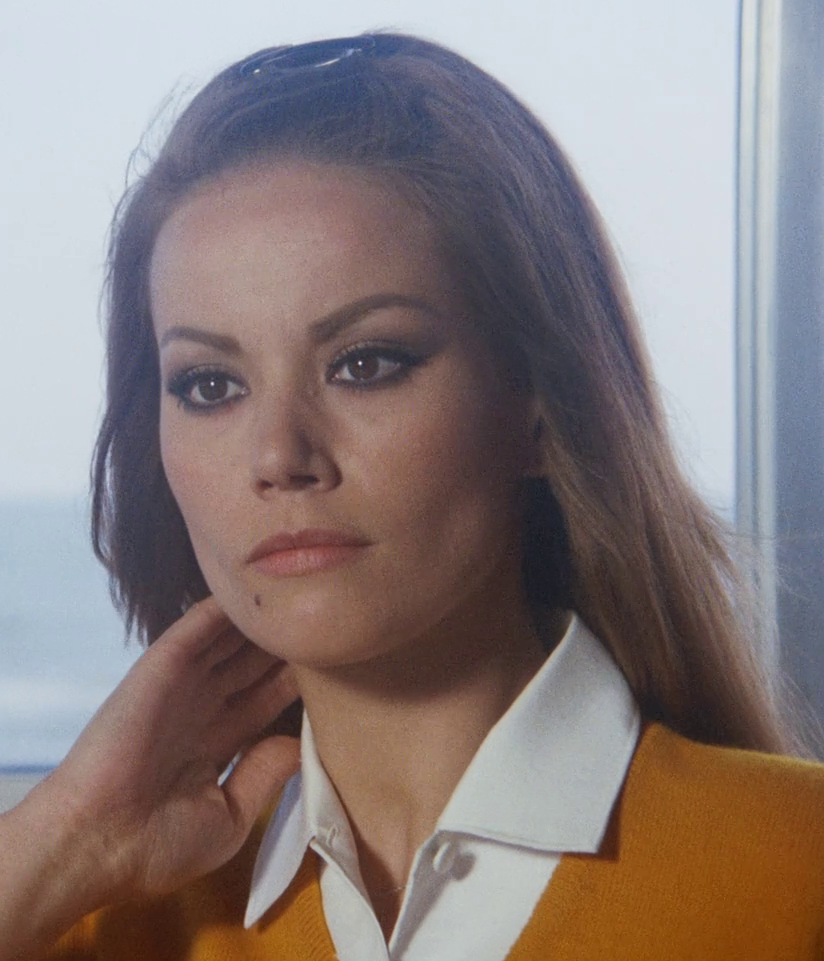
Claudine Auger interprète Renata.

### Genèse et développements
L'idée de La Baie sanglante est née lorsque le producteur Dino De Laurentiis a appris que Dardano Sacchetti, scénariste du film à succès Le Chat à neuf queues, s'était brouillé avec le réalisateur du film, Dario Argento. Il a contacté Sacchetti et l'a persuadé de collaborer avec le réalisateur Mario Bava sur un giallo. Sacchetti et Bava se sont bien entendus et ont imaginé ensemble une histoire dans laquelle deux parents commettent un meurtre pour assurer un meilleur avenir à leurs enfants. Dans cette première version de l'histoire, les parents sont poussés à commettre un meurtre après l'autre dans une réaction en chaîne, et sont tellement pris dans leur plan qu'ils abandonnent leurs enfants pendant plusieurs jours. Lorsqu'ils rentrent chez eux, les enfants affamés et terrifiés les tuent. Les treize meurtres ont été conçus comme des séquences isolées, sans idée initiale de la manière dont ils s'intégreraient dans l'histoire ; Sacchetti attribue à Bava l'idée de tuer deux personnes avec une lance alors qu'elles font l'amour et lui-même l'idée de tuer une femme dans son fauteuil roulant.
Sacchetti a écrit la première version du scénario avec son coscénariste Franco Barbieri (it), intitulée Cosi imparano a fare i cattivi (litt. « Ça leur apprendra à être méchants ») d'après une phrase prononcée par les enfants après qu'ils ont tué leurs parents. Cependant, des disputes spectaculaires entre Bava et l'équipe de production ont conduit au licenciement de Barbieri, et Sacchetti a démissionné par solidarité avec son partenaire. De Laurentiis, désenchanté par le fait que Le Chat à neuf queues n'a pas réussi à égaler son succès national lors de sa sortie à l'étranger, a également abandonné le projet.
Bava, qui doit un montant considérable d'arriérés d'impôts, sent qu'il doit terminer son film rapidement et se tourne vers Giuseppe Zaccariello (qui avait apporté une aide discrète à Bava lors de ses deux précédents films, Une hache pour la lune de miel et L'Île de l'épouvante) pour prendre la relève en tant que producteur. Zaccariello a insisté pour que le scénario du tournage soit écrit par Filippo Ottoni, qui était réticent à accepter ce travail car il n'aimait pas les films d'exploitation. De nombreux autres auteurs, dont Zaccariello lui-même, ont participé à l'élaboration du scénario final.

### Attribution des rôles
Anna Fossati est incarnée par Laura Betti, qui s'était bien entendue avec Bava sur Une hache pour la lune de miel. Au moment où De Laurentiis a approché Bava pour travailler avec Sacchetti, Bava et Betti avaient caressé l'idée de faire un film intitulé Odore di carne sur le cannibalisme dans les universités de Los Angeles.

### Tournage

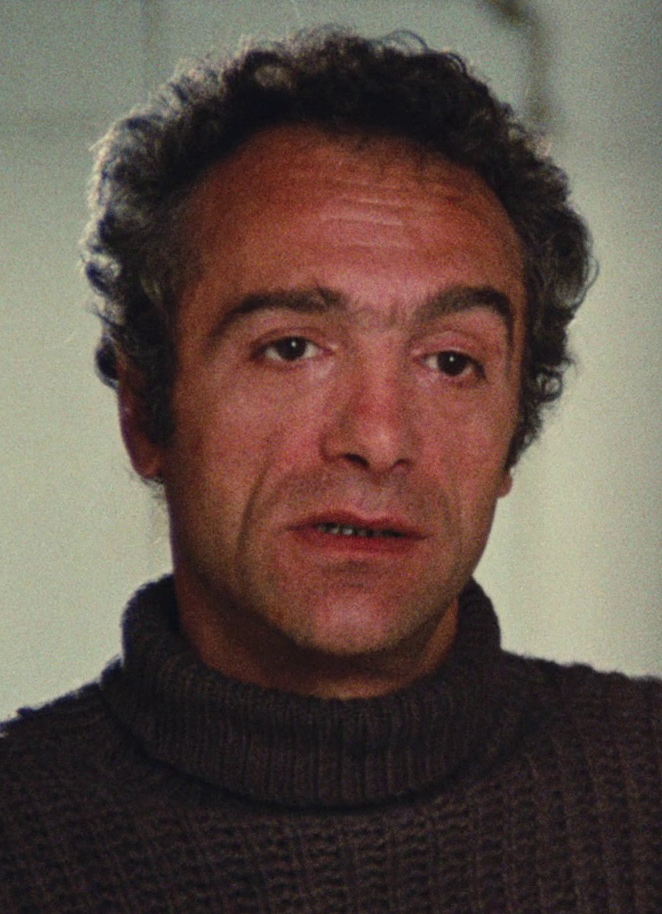
Luigi Pistilli interprète Alberto.

Le tournage du film commence au début de l'année 1971, toujours sous le titre provisoire Cosi imparano a fare i cattivi, qui sera bientôt modifié en Reazione a catena. Un autre titre encore utilisé pendant le tournage était La baia d'argento, écarté par crainte que le film ne soit perçu comme une parodie des œuvres de Dario Argento. Le titre final Ecologia del delitto a été suggéré par Zaccariello parce que l'écologie était en vogue à l'époque. Des critiques comme Olivier Père ou Jean-Baptiste Thoret ont observé a posteriori que le film a une forte dimension écologique dans son message même : « Le cynisme de Bava se double d’un dégoût pour l’humanité qui le conduit à célébrer la nature sauvage et les animaux, pas encore souillés par la civilisation ».
Le budget du film était extrêmement faible, et il devait être tourné très rapidement pour limiter les coûts. En raison des sévères restrictions budgétaires, Bava a non seulement assumé lui-même le rôle de chef opérateur, mais s'est aussi servi d'un simple chariot d'enfant pour les nombreux travellings du film. Le tournage s'est déroulé pour l'essentiel dans la propriété de Zaccariello à Sabaudia. Bava a dû faire preuve d'ingéniosité dans ses placements de caméra pour convaincre le public que la maison était entourée d'une grande forêt alors qu'en réalité, il n'y avait que quelques arbres épars sur les lieux. Betti se souvient : « Tout cela devait avoir lieu dans une forêt. Mais où était-elle ? Bava a dit : "Ne vous inquiétez pas. Je m'occupe de la forêt." Et il a trouvé un fleuriste qui vendait ces branchettes ridicules avec des petits bouts de feuillage dessus, et il a commencé à les faire danser devant la caméra ! Nous devions jouer les scènes juste devant ces branches - si nous bougions d'un centimètre dans un sens ou dans l'autre, la "forêt" disparaissait ! ». Lamberto Bava, le fils du réalisateur, était l'assistant réalisateur du film et a tourné la séquence de la mort de Simone, le personnage de Claudio Volonté.
Pour garantir le plus grand réalisme dans la représentation des treize meurtres différents, Carlo Rambaldi a été engagé pour réaliser les effets spéciaux de maquillage. Pour créer les morts d'Anna, Brunhilda et Denise, des moulages en cire de la gorge et du dos des actrices ont été mis au point et équipés de manière à expulser du sang de couleur vive lorsqu'on les brisait. L'illusion du coup de crochet sur le visage de Roberto a été obtenue à l'aide d'une fausse lame qui a été rapidement sortie du cadre pour cacher le fait qu'elle avait été sculptée pour correspondre exactement au profil de l'acteur Roberto Bonanni (it).
Les effets spéciaux du film ont été réalisés par Carlo Rambaldi, connu plus tard comme le créateur d'E.T., l'extra-terrestre.

## Exploitation
La promotion de La Baie sanglante a été faite sous plusieurs titres différents en Italie. Le film a été annoncé sous le titre Antefatto (litt. « Prémisse », mais aussi « arrière-plan »), mais lors de sa sortie en salles, le titre avait été changé en Ecologia del delitto (litt. « L'Écologie du crime »). Lorsque le film a eu de mauvais résultats lors de sa sortie initiale, il a été retiré des salles italiennes et retitré Reazione a catena (litt. « Réaction en chaîne »), et a ensuite été réédité sous le titre Bahia de Sangre (litt. « Baie de sang » en espagnol).
Le film est sorti en Italie le 8 septembre 1971 mais il a été mal distribué dans le pays. Il a été présenté deux ans plus tard à la 1re édition du Festival d'Avoriaz. Au début des années 1980, il a été programmé en Italie par des télévisions privées et en 2004, il a été diffusé par la chaîne satellite Sky dans sa version intégrale.

## Postérité
Plusieurs critiques ont fait remarquer que le film est sans doute le plus influent de la carrière de Bava, car il a eu un impact énorme et profond sur le genre du film slasher dont il a selon certains,, signé l'acte de naissance. Il a également été reconnu comme son œuvre la plus marquante sur la scène internationale. En 2000, Tim Lucas a écrit que le film de Bava était « le précurseur reconnu des films des années 1980 dans lesquels les cadavres s'empilent : une influence qui continue à dominer le genre de l'épouvante deux décennies plus tard avec des films tels que Scream, Souviens-toi... l'été dernier et leurs suites respectives ». Selon Gary Johnson, « La Baie sanglante est l'un des films les plus imités de ces 30 dernières années. Il a contribué à donner le coup d'envoi du genre slasher... L'influence de [Bava] résonne encore aujourd'hui (bien que de façon un peu terne) dans des films comme Souviens-toi... l'été dernier, Scream et Urban Legend ». Le film est 94e dans la liste des 100 plus grands films d'horreur de tous les temps d'Indiewire, où l'on peut lire que le film « reste une référence essentielle pour les amateurs d'horreur, et un rappel de la façon dont Bava a continué à pousser l'horreur dans des domaines nouveaux et intéressants, dont les répercussions se font encore sentir aujourd'hui ». Outre son influence en Amérique du Nord, La Baie sanglante est également mentionné comme infuence majeure dans son propre pays, principalement dans l'évolution du giallo comme dans le film La bête tue de sang-froid d'Aldo Lado, sorti en 1975.
Plusieurs commentateurs ont noté que deux séquences du Tueur du vendredi, le deuxième opus sorti en 1981 de la saga Vendredi 13, présentent des similitudes frappantes avec deux scènes de meurtre chez Bava : quand un personnage est frappé au visage avec une machette à collier, alors que dans le film de Bava, on utilisait un crochet à la place, et quand deux adolescents en plein coït sont interrompus lorsqu'une lance les empale tous les deux. Tout comme Carnage (1981), Survivance (1981) et plusieurs autres slashers au scénario similaire, Le Tueur du vendredi a spécifiquement « suivi l'inspiration de Bava en présentant des jeunes gens sous la menace d'une mort brutale dans de magnifiques décors boisés ». Des critiques ont néanmoins analysé une différence fondamentale entre La Baie sanglante et ses plagiats américains : « Bava ne se contente pas d’appliquer à son film un programme purement mécanique, où la mort serait délivrée avec méthode et froideur, par une entité masquée et anonyme. La véritable rupture de La Baie sanglante réside dans l’absence de personnage positif auquel le spectateur pourrait s’identifier, ou tout simplement ressentir de l’empathie ». Pezzotta déclare quant à lui « Les slasher comme Vendredi 13 semblent l'avoir copié sans vergogne, sans avoir compris l'essentiel : que Bava ne respecte aucune règle. Et il est non seulement plus cultivé et plus ironique que ses supposés épigones, mais aussi beaucoup plus méchant ».